# Mur-de-Barrez
Mur-de-Barrez (okcitansko Lo Mur de Barrés) je naselje in občina v južnem francoskem departmaju Aveyron regije Jug-Pireneji. Leta 1999 je naselje imelo 880 prebivalcev.

## Geografija
Kraj leži v pokrajini Rouergue 90 km severno od središča departmaja Rodeza.

## Uprava
Mur-de-Barrez je sedež istoimenskega kantona, v katerega so poleg njegove vključene še občine Brommat, Lacroix-Barrez, Murols, Taussac in Thérondels s 3.345 prebivalci.
Kanton Mur-de-Barrez je sestavni del okrožja Rodez.

## Zanimivosti
- stolp Tour de Monaco, nekdaj tako kot celotno ozemlje Carladeza v lasti monaških knezov, danes eno redkih ostankov fortifikacije, od 1943 francoski zgodovinski spomenik,
- cerkev sv. Tomaža Canterburyjskega s parkom Jardin de Marie, iz 12. do 13. stoletja, zgodovinski spomenik,
- ruševine trdnjave,
- samostan Sainte-Claire, ustanovljen 1651,
- astronomski observatorij.